# 크리스티안 도플러
크리스티안 요한 도플러(Christian Johann Doppler, 1803년 11월 29일 ~ 1853년 3월 17일)는 오스트리아의 물리학자이다. 잘츠부르크에서 출생하여 잘츠부르크 및 빈 대학에서 공부한 후, 1841년 프라하 국립 공업대학 교수가 되었다. 1842년 '도플러 효과'를 발견하고, 이를 그의 저서 <이중성의 착색 광선에 관하여>에 발표하였다. 수차·항성·색채론에 관한 연구 및 망원경·광학적 거리계의 개량 등에 업적이 크다.

## 같이 보기
- 도플러 효과